# 1936 en architecture
| Années de l'architecture : 1933 - 1934 - 1935 - 1936 - 1937 - 1938 - 1939    |
| Décennies de l'architecture : 1900 - 1910 - 1920 - 1930 - 1940 - 1950 - 1960 |

Cet article présente les faits marquants de l'année 1936 en architecture.

## Réalisations

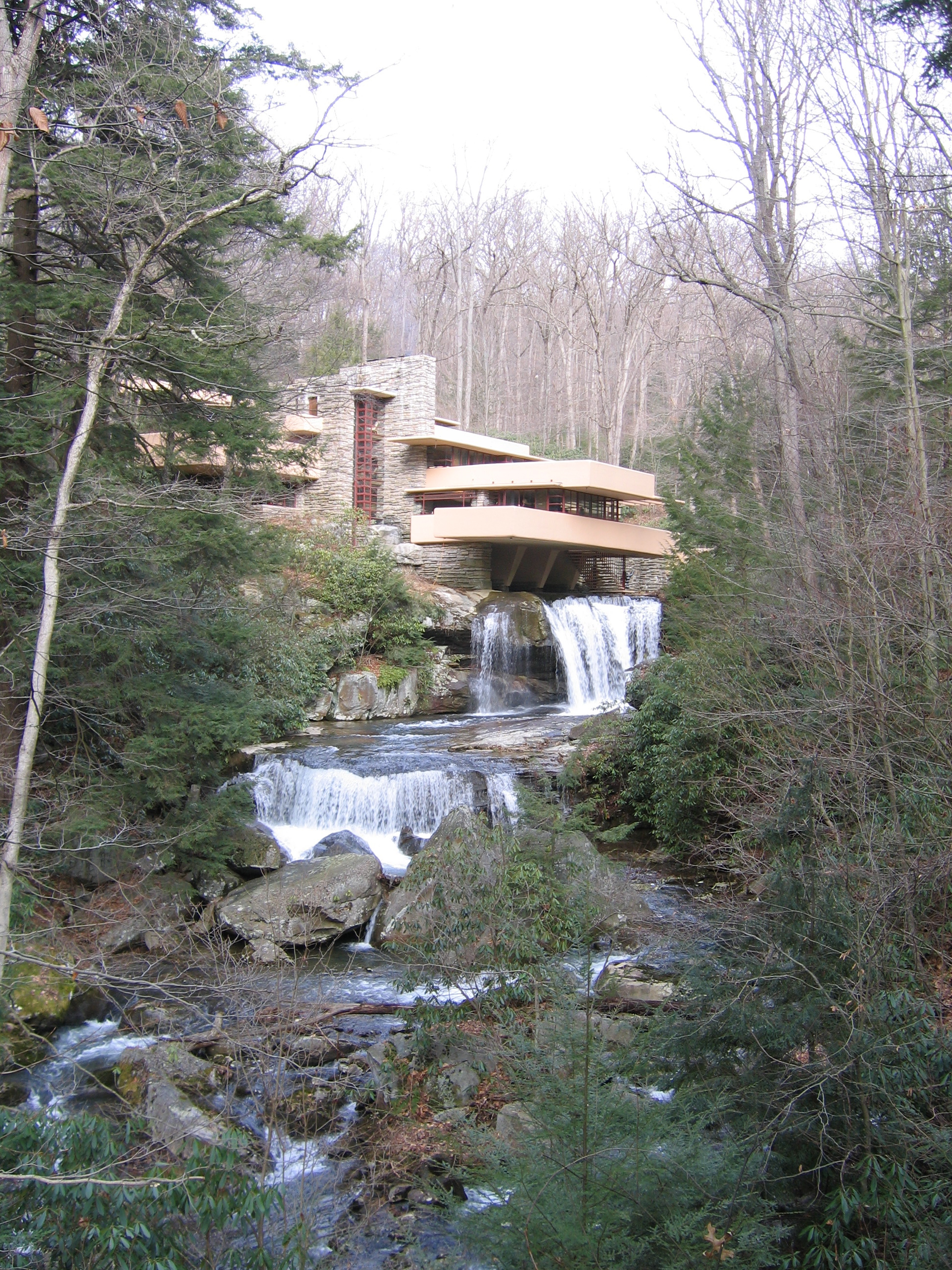
La Maison sur la cascade en décembre 2008.

- Usine Johnson Wax construite par Frank Lloyd Wright [Où ?].
- Obélisque de Buenos Aires érigé par Alberto Prebisch.
- Casa del Fascio à Côme, par Giuseppe Terragni.
- Maison sur la cascade sur la Bear Run (en) en Pennsylvanie, par Frank Lloyd Wright.
- Bâtiment du Mobilier national à Paris, par Auguste Perret.
- Maison Mazurelle, habitation unifamiliale à Charleroi, par Lucien Mazurelle.

## Événements
- Démolition du Crystal Palace à Londres qui avait été construit en 1851.

## Récompenses
- Royal Gold Medal : Charles Henry Holden.
- Grand Prix de Rome, architecture : André Remondet.

## Naissances
- x

## Décès
- 14 juin : Hans Poelzig (° 30 avril 1869).